# Ptecticus adustus
Ptecticus adustus är en tvåvingeart som beskrevs av Lindner 1949. Ptecticus adustus ingår i släktet Ptecticus och familjen vapenflugor. Inga underarter finns listade i Catalogue of Life.